# Arroceros de Calabozo Fútbol Club
Arroceros de Calabozo FC es un club de fútbol profesional venezolano, establecido en la ciudad de Calabozo. Disputa sus partidos en el Estadio Alfredo Simonpietri.

## Historia
Es el primer equipo del estado Guarico en estar en Primera División, en la Temporada 1988-1989. En ese mismo Torneo el Equipo desciende a Segunda División. Arroceros de Calabozo es refundado el 26 de septiembre de 2009 bajo su actual nombre, el equipo llanero fue inscrito en el torneo de Tercera División de Venezuela
El equipo tuvo un gran desempeño en la temporada 2009/10, en el torneo apertura terminó como líder del grupo «Central 4» con 18 puntos y quedó eliminado en las Semifinales ante el Aragua FC B. Mientras que en el torneo clausura esta vez en el Grupo Central terminó como líder indiscutible de su grupo con 8 ganados de 8 jugados logrando 24 puntos, pero quedó eliminado en penales 4 - 3 en la final del torneo clausura ante el Deportivo Táchira B. Logró el ascenso a la Segunda División B como el semifinalista que acumuló más puntos durante el torneo.
En la temporada 2010/11 Arroceros logra su segundo ascenso en temporadas consecutivas. En el torneo de segunda división 2010/2011 entró en el grupo central, logrando en el torneo apertura 2010 clasificarse como primero de su grupo y llegar a las finales ante el Deportivo Lara "B" y el Deportivo Anzoátegui B, quedando de segundo y obteniendo así el pase a Segunda División.
Para la temporada 2011/12 entró en el grupo central nuevamente, después de un inicio tambaleante logro hacia el final del torneo apertura 2011 conseguir una racha de hasta 5 victorias, aun así el equipo quedó quinto en su grupo detrás de equipos como el Caracas Fútbol Club "B", Sport Club Guaraní, Atlético Venezuela Club de Fútbol y Portuguesa Fútbol Club.
En el clausura 2012 el equipo participó en el torneo de permanencia de segunda división, quedando en el grupo central y obteniendo la permanencia al obtener el segundo lugar detrás Caracas Fútbol Club "B", con 29 puntos producto de 8 victorias, 5 empates y 3 derrotas.
Para la temporada 2012/2013 disputó el torneo de segunda división 2012/13, en el cual formó parte del Grupo Oriental. En dicho torneo, los resultados no favorecierón al equipo calaboceño, terminando en la séptima posición del grupo, con un total de 23 unidades, por lo que debió participar en el torneo de Promoción y Permanencia 2013, en el cual obtuvo la permanencia al quedar segundo detrás del Angostura FC, empatados con los mismos puntos (28), solo quedando relegado por la diferencia de goles.

## Uniforme
- Uniforme titular: Camiseta amarilla, pantalón verde, medias amarillas.

## Datos del club
- Temporadas en 1.ª División: 1
- Temporadas en 2.ª División: 5 (2011/12, 2012/13, 2013/14, 2014/15, Torneo de Adecuación 2015 (Segunda División Venezolana))
- Temporadas en 2.ª División B: 1 (2010/11)
- Temporadas en 3.ª División: 5 (2009/10, 2016, 2017, 2018 -)
- Mayor goleada conseguida como local (en Segunda): Arroceros de Calabozo 5-0 Estudiantes de Guárico (Promoción y Permanencia 2012, jornada 6)
- Mayor derrota encajada como local (en Segunda): Arroceros de Calabozo 0-3 SC Guaraní (Clasificatorio 2011)
- Mayor goleada conseguida como visitante (en Segunda): Valencia SC 1-6 Arroceros de Calabozo (Promoción y Permanencia 2012, jornada 13)
- Mayor derrota encajada como visitante (en Segunda): Caracas FC B 6-1 Arroceros de Calabozo (Clasificatorio 2011)

## Fútbol femenino
Es un equipo de fútbol profesional Venezolano a nivel femenino y actualmente participa en la Superliga femenina, torneo equivalente a la máxima división del fútbol femenino en Venezuela.